# Пірохлоризація
Пірохлоризація (рос. пирохлоризация, англ. pyrochlorization, нім. Pyrochlorisierung f) — метасоматичне заміщення ромбічних танталоніобатів пірохлором.
Приклад: Вміст СаО у мінералі ітротанталіт (Y, TR, U, Fe)(Ta, Nb)O4, викликаний частковою пірохлоризацією